# Yari Selvetella
Yari Selvetella (Roma, 16 febbraio 1976) è uno scrittore e giornalista italiano.

## Biografia
È autore di romanzi tra cui Vite mie (Mondadori, 2022),  Le regole degli amanti (Bompiani, 2020), premio Cambosu, Le stanze dell'addio (Bompiani, 2018), tra i dodici finalisti al Premio Strega, finalista premio Wondy, selezione Premio Società Lucchese dei Lettori e Male e Peggio (Avagliano, 2008), Uccidere Ancora  (Newton Compton, 2009), la cui trama è liberamente ispirata al Massacro del Circeo e La banda Tevere (Mondadori Strade Blu 2015).
Esordisce con libri di argomento musicale. Suoi la prima biografia di Rino Gaetano (Bastogi, 2001) e un saggio su La scena ska italiana (Il levare che porta via la testa) (Arcana, 2003).
Si è a lungo occupato di storia della criminalità romana, tema di cui è considerato uno dei maggiori esperti grazie a Roma Criminale (scritto con Cristiano Armati) del 2005, prima opera di non-fiction a ripercorrere un secolo di cronaca nera della capitale , e ai successivi Banditi, Criminali e Fuorilegge di Roma e Roma, l’impero del crimine, che anticipava il tema della diffusione delle mafie a Roma.
Ha pubblicato un libro di poesie dal titolo La maschera dei gladiatori, a cura di Davide Rondoni.
Giornalista professionista, è autore televisivo (Linea Verde, Il caffè di RaiUno), inviato (Unomattina) e presentatore (Il caffè di RaiUno). Suoi racconti sono stati pubblicati su Nuovi Argomenti, K-Linkiesta, Finzioni - Domani, Robinson - La Repubblica.  

## Riconoscimenti
- Nel 1994 vince il premio Grinzane Cavour  per la giovane critica promosso da La Repubblica.

- Nel 2021 vince il premio letterario e giornalistico nazionale “Salvatore Cambosu”  per Le regole degli amanti [1].

- Nel 2023 vince il premio letterario “Raccontami l’amore” [2].

## Opere
- 2025: La mezz'ora della verità (romanzo), Mondadori
- 2024: Grande festa al semaforo (libro illustrato per bambini), Emme Edizioni
- 2022: Vite mie (romanzo), Mondadori
- 2020: Le regole degli amanti (romanzo), Bompiani
- 2018: Le stanze dell'addio (romanzo), Bompiani
- 2017: Con il Sud, Visioni e storie di un'Italia che può cambiare (Mondadori), con Andrea Di Consoli
- 2015: La banda Tevere (Mondadori)
- 2014: La maschera dei gladiatori (raccolta di poesie), CartaCanta editore, a cura di Davide Rondoni
- 2011: Roma. L'impero del crimine, Newton Compton editori
- 2009: Uccidere Ancora (romanzo),Newton Compton editori
- 2008: Male e Peggio (romanzo), Avagliano editore
- 2007: La terza corsia (racconto), in AA.VV "Tutti giù all'inferno" Giulio Perrone Editore, a cura di Monica Mazzitelli
- 2007: La Renault 4 rossa e altri oggetti culto (introduzione) in AA.VV Renault 4 Avagliano editore
- 2007: I prodotti per lo spettacolo (saggio), in AA.VV Comunicare la cultura FrancoAngeli Editore
- 2006: Banditi, Criminali e Fuorilegge di Roma (saggio), Newton Compton Editori
- 2006: Verità e Ombre. Elementi per una topografia di Roma Criminale (saggio) in Armati, Augias, Enzesberger, Lucarelli, Padellaro, Rava, Selvetella, Roma in Nera, Palombi editore
- 2006: Documento, Visione, Arte. La città e la fotografia: le derive del postmoderno (saggio) in AA.VV Novecento, la necessità della fotografia, Zone Attive edizioni.
- 2006: My Way (racconto) in AA.VV Tutti i musicisti devono morire, Coniglio Editore
- 2005: Roma Criminale (saggio, scritto con Cristiano Armati), Newton Compton editori
- 2004: Sax Tenore, otto racconti in si bemolle, Coniglio editore
- 2004: Varie poesie in Conatus, antologia di poesia contemporanea a cura di R.Carifi, Coniglio editore
- 2003: La scena ska italiana - Il levare che porta via la testa (saggio), Arcana Editrice
- 2003: Premio Fondazione “Storia e Memoria”
- 2001: Rino Gaetano (saggio), Bastogi Editrice
- 1997: Da un altro tempo (raccolta di poesie), Bastogi Editrice